# Cathedral Group

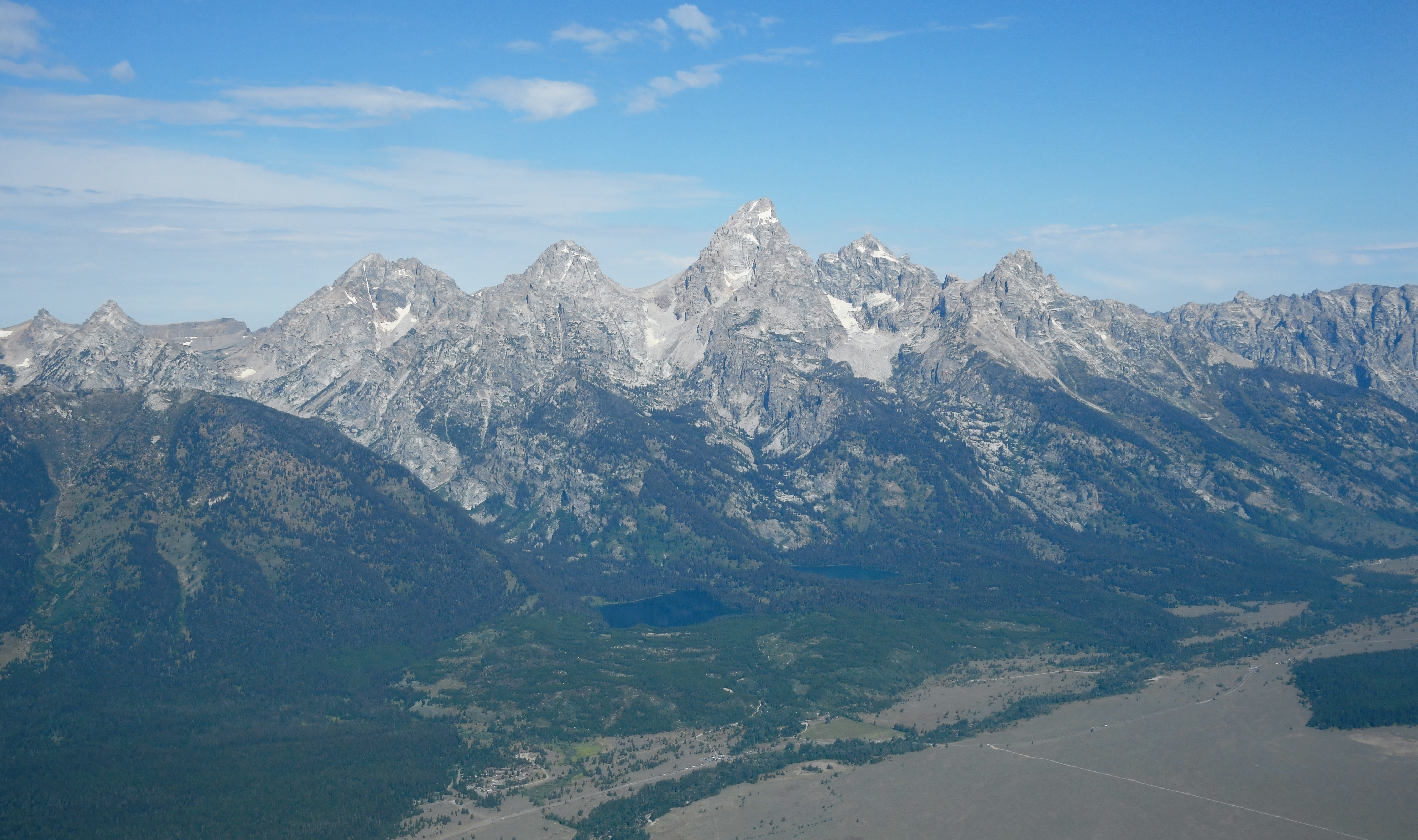
Veduta aerea del Cathedral Group

Con Cathedral Group si indica il gruppo di montagne più alte del massiccio del Teton Range, tutte quante localizzate all'interno del Parco nazionale del Grand Teton, in Wyoming, negli Stati Uniti.
Metà dei dodici ghiacciai superstiti all'interno del parco nazionale si trovano su questo gruppo: tra essi ci sono il ghiacciaio del Teton, il più grande, il ghiacciaio del Middle Teton, ghiacciaio del Teepe, e lo Schoolroom Glacier.
Tra le montagne ci sono:
- Grand Teton, nei pressi del confine nord del gruppo,
- Mount Owen,
- Middle Teton,
- South Teton,
- Teewinot Mountain,
- Teepe Pillar,
- Cloudveil Dome,
- Nez Perce Peak ,
- Buck Mountain.